# Brian Krause
Brian Jeffrey Krause (El Toro, California, 1 de Fevereiro de 1969) é um ator norte-americano famoso pelo papel de Leo Wyatt na série Charmed. Atuou também em De Volta À Lagoa Azul, de 1991, sequência do filme de grande sucesso A Lagoa Azul. Fez participações em séries como "Mad Men" , "Castle" e "CSI: Miami".

## Biografia
Krause nasceu em El Toro, Califórnia, o mais novo dos dois filhos de Alice e Jeff Krause. Seu irmão mais velho é chamado Patrick. Ele cresceu no sul da Califórnia e teve sua primeira aula de atuação no The Actors Workshop, enquanto no colegial. Em sua adolescência, ele estudou karatê e estudou na El Toro High School, onde se formou em 1987. Ele continuou seus estudos na Orange Coast College. Krause não está relacionado com Peter Krause.

## Carreira
Krause conseguiu seu primeiro papel em 1989 como aluno da série de TV TV 101. Ele então estrelou o Match-TV-filme Match Point, o CBS Schoolbreak Special "American Eyes" e An American Summer, antes de pousar seu primeiro filme. papel importante como Richard Lestrange no filme Return to the Blue Lagoon (1991). Ele foi um co-astro da série Bandit antes de seu papel mais notável de Leo Wyatt, na série The WB Network Charmed (1998-2006). Krause originalmente fez o teste para o papel de Andy Trudeau, mas foi escalado como o interesse amoroso de Piper handyman / whitelighter (ComiCONN 2018,
Devido a restrições orçamentárias na oitava temporada (2005-2006), ele apareceu apenas nos primeiros 10 episódios e nos últimos dois episódios. Depois de Charmed, ele apareceu em filmes para TV e programas de TV como Mad Men E The Closer. Ele emprestou sua voz e imagem para retratar um personagem menor (Clem Feeney) no filme. videogame LA Noire, e ele apareceu na série de vídeos do YouTube Chad Vader, na 4 ª Temporada, Episódio 4: "The Return of Brian" (carregado 10 de julho de 2012), como ele próprio, um ex-funcionário do Império Mercado.

## Prisão por embriaguez
Em 31 de Outubro de 2010 Krause foi preso no aeroporto de Los Angeles após tentar embarcar em um avião com sinais de embriaguez. o piloto do avião, que voaria para Cleveland, mandou o ator desembarcar alegando que ele estava "muito bêbado para voar". A polícia do aeroporto, então, prendeu Krause. Ele foi liberado na manhã seguinte e não deve responder judicialmente pelo incidente.

## Filmes
- 1991- An American Summer - Joey
- De Volta à Lagoa Azul (Return to the Blue Lagoon) - Paddy Lestrange (Richard Lestrange, Jr.)
- December - Tim Mitchell
- 1992- Sonâmbulos (Sleepwalkers) - Charles Brady
- 1993- Clube dos Mentirosos (The Liars' Club) - Pat
- 1994- Family Album - Greg Thayer (filme para TV)
- 1995- Naked Souls - Edward
- Extreme Blue - Bart
- Breaking Free - Clay Nelson
- 1996- Mind Games - Matt Jarvis
- 1998- Get a Job - Mike
- 1999- Dreamers - Pete
- Trash - Will Fowler
- 2000- The Party - The Husband
- 2005- In the Blink of an Eye - Jay
- 2006- To Kill a Mockumentary - Danson
- 2007- Protecting the King - Jeff
- 2008- Jack Rio - Billy Rafferty
- Warbirds - Jack Toller
- Triloquist - Detective
- Beyond Loch Ness - James Murphy
- The Thacker Case - Jason Michaels
- A Seductress in My House - Michael Taylor
- 2009- Desertion - Brandon
- Nowhere to Hide - Michael Crane
- Growth - Marco
- Cyrus - Cyrus
- 2012: Supernova - Kelvin
- The Gods of Circumstance - Jim Jeff Jones
- Hospital Slaughter - Dr. Tyler Stevenson
- 2010- The Secrets of Valleyoaks Cave - Jason Patterson
- TBK: The Toolbox Murders - Detective Shane Cole
- You're So Cupid - Daniel Valentine
- Breaking into Hell - Dale Wilkinson

## Televisão
| Ano       | Título               | Papel             | Notas                                 |
| --------- | -------------------- | ----------------- | ------------------------------------- |
| 1990      | Ann Jillian          | Tom               | episodes "Love: 15", "The Crush"      |
| 1991      | The Golden Girls     | cop               | episode titled "The Monkey Show"      |
| 1993      | Tales from the Crypt | Tex Crandall      | episode "House of Horror"             |
| 1995      | Walker, Texas Ranger | Billy Kramer      | episode "Collision Course"            |
| 1996      | High Tide            | Scott Wilson      | episode "Killshot"                    |
| 1997–1998 | Another World        | Matt Cory         | personagem regular na série           |
| 1998–2006 | Charmed              | Leo Wyatt         | Played whitelighter, elder and avatar |
| 2007      | CSI: Miami           | Robert Whitten    | episode "Cyber-lebrity"               |
| 2008      | The Closer           | Tom Merrick       | episode "Controlled Burn"             |
| 2008      | Mad Men              | Kess              | episode "The Mountain King"           |
| 2010      | Castle               | Father Aaron Lowe | episode "Under The Gun"               |

## Filmes e minisséries para TV
| Ano  | Título                                   | Papel          | Notas |
| ---- | ---------------------------------------- | -------------- | ----- |
| 1989 | Match Point                              | Bart           |       |
| 1990 | CBS Schoolbreak Special: "American Eyes" | Matt Henderson |       |
| 2006 | Ties That Bind                           | David          |       |
| 2010 | Next Stop Murder                         | Jeff           |       |